# Rio Conceição (vattendrag i Brasilien, Minas Gerais)
Rio Conceição är ett vattendrag i Brasilien.   Det ligger i delstaten Minas Gerais, i den sydöstra delen av landet, 700 km sydost om huvudstaden Brasília.
I omgivningarna runt Rio Conceição växer huvudsakligen savannskog. Runt Rio Conceição är det glesbefolkat, med 18 invånare per kvadratkilometer.